# پورت هارکورت
پورت هارکورت (به لاتین: Port Harcourt) یک بندر چند میلیونی نفری در نیجریه است که در ایالت ریورز واقع شده‌است.

## خصوصیات
پورت هارکورت ۳۶۰ کیلومترمربع مساحت و ۱٬۹۴۷٬۰۰۰ نفر جمعیت دارد.

## خواهرخوانده
شهر کانزاس‌سیتی خواهرخواندهٔ پورت هارکورت هست.